# Циркульний корпус
Циркульний корпус — умовна назва заокруглених корпусів Одеської міської інфекційної лікарні, однієї з найстаріших кам'яних споруд міста.

## Історія

### Порт і хвороби
З давніх часів небезпечною особливістю портів країни, тим паче південних, були інфекційні захворювання. Жах перед новими епідеміями спонукав до суворих профілактичних заходів — досмотрів кораблів, карантинів, ізоляції хворих моряків тощо. Але навіть ці профілактичні заходи не рятували від хвороб і епідемій. Тому в Одесі відразу від заснування міста постала проблема в створенні
- Карантинної бухти.
- Інфекційної лікарні. Нею і став Циркульний корпус Одеської міської інфекційної лікарні.

### Передісторія побудови
Первісна забудова Одеси припала на добу імператорів Павла та його сина Олександра І. Особливо цікаві первісні споруди в місті виникли за сприяння тогочасного мера Одеси дюка (князя)Рішельє, який переконав імператора в створені в новому портовому місті Карантинної бухти, нового театру, карантинної інфекційної лікарні. Всі вони і були створені в місті.
Мер домігся створення проектів нового театру Одеси і карантинної інфекційної лікарні у тогочасного придворного архітектора Тома де Томона.
Театр Тома де Томона згорів і був відновлений за новим і пишним проектом пізніше австрійських архітекторів. Від первісної забудови в Одесі залишився Циркульний корпус карантинної інфекційної лікарні.

### Проект і побудова

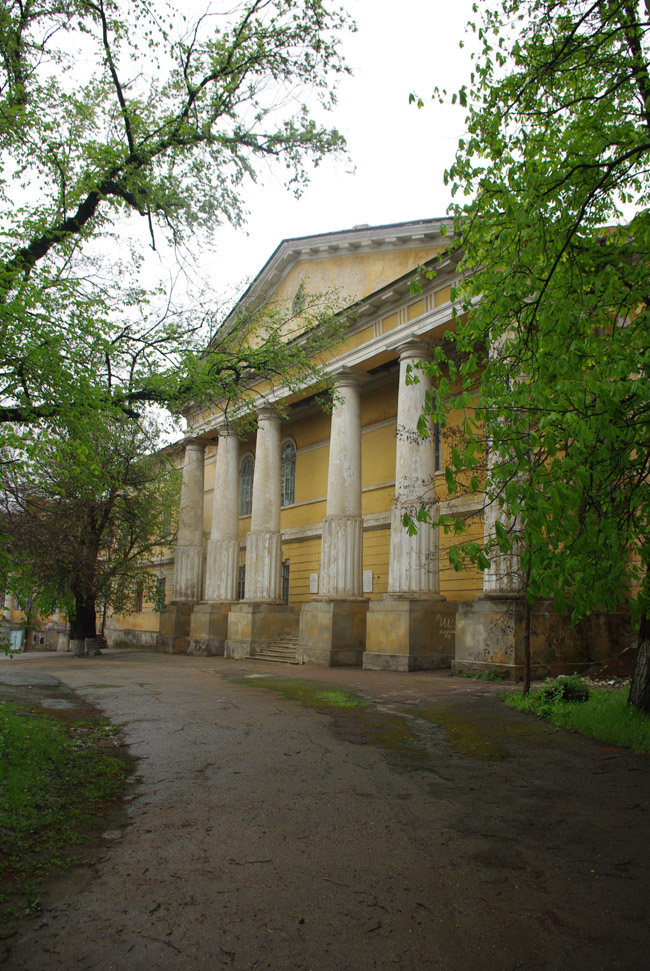
Портик Одеської міської інфекційної лікарні

Архітектор працював в часи панування стилю  класицизм в Російській імперії, був прихильником гігантоманії в архітектурі. До того ж, нерозробленість зразків лікарень як типу архітектурних споруд в ту добу спонукала використати розповсюджений зразок вельможного палацу. Так Одеська міська лікарня була побудована за типом вельможного палацу, що зробило її унікальною спорудою міста.
Будівництво тривало у 1804–1806 рр. і далі у 1820-ті рр., реалізоване місцевим архітектором Джованні Фраполлі, братом архітектора Франца Фраполлі (лікарня запрацювала з 1807 р.). Тома де Томон загинув у 1813 р., упавши з будівельних лісів в Петербурзі, в Одесі на будівництві не був. У 1846-1848 рр. над галереями надбудували 2-й поверх, що підвищило місткість приміщень лікарні без суттєвої зміни архітектурного образу лікарні і без змін первісного розпланування Тома де Томона і Джованні Фрапполі, що є перевага.
Будинок лікарні мав центральний корпус, заокруглені крила — галереї (від яких і отримав назву Циркульний корпус), два бічні павільйони, що виходили на червону лінію вулиці. Павільйон праворуч від входу слугував церквою для панахид по померлим.
Саме тут у 1856—1858 рр. працював видатний науковець і хірург Микола Пирогов. В Циркульному корпусі у 1859—1870 рр. працював другий відомий хірург Микола Скліфосовський.

### Проблеми пам'ятки
- Ровесниця Одеси — інфекциона лікарня — в очікуванні лікування, порятунку і реставрації